# Коммунистический проспект (Ростов-на-Дону)
Коммунистический проспект — одна из главных улиц в Западном жилом массиве Советского района Ростова-на-Дону.

## История
В соответствии с генеральным планом застройки города Ростова-на-Дону в 1966 году новой улице в строящемся Западном жилом массиве было присвоено наименование Коммунистический проспект. 
Коммунистический проспект является одной центральных улиц Западного жилого массива, активно застраивавшегося в 1960 - 1970-е годы многоэтажными жилыми домами и социально значимыми объектами инфраструктуры. После образования в 1973 году Советского района путём разукрупнения Железнодорожного района, на Коммунистическом проспекте было построено четырёхэтажное административное здание для районных органов власти, где вначале размещались Советский районный комитет КПСС и исполком Советского районного Совета народных депутатов города Ростова-на-Дону. В настоящее время в этом здании располагается Администрация Советского района.
Коммунистический проспект протянулся с востока на запад почти на два с половиной километра параллельно проспекту  Стачки, от улицы Тружеников до пересечения с улицей Малиновского. Пересекает значимые улицы: Прогрессивная, Зорге, имени города Ле-Ман и площадь Плевена.
Организация движения по проспекту осуществляется по четырёхполосной дороге, по которой пролегают маршруты городского общественного транспорта, в том числе автобусов и троллейбусов. Для пешеходов оборудованы отдельные пешеходные зоны.

Памятная доска Каламкаряну Б. М. на доме 32/2.

На Коммунистическом проспекте находятся:
- музыкальная школа № 7;
- детская библиотека им. В. И. Ленина;
- Ростовский-на-Дону колледж информатизации и управления;
- площадь Плевена (на ней находится памятник Советско-болгарской дружбы[2] и администрация Советского района);
- парк «Аллея роз» (на ней находится памятник Солдатам Победы);
- парк «Сказка» (имеется дельфинарий);
- спортивный комплекс «Ice Arena»;
- универсальный рынок и торговый центр «Западный»;
- городская больница № 20[3] (является одной из самых крупных больниц Ростова-на-Дону);
- церковь Георгия Победоносца;
- городская пожарная часть № 11.

## Фотогалерея

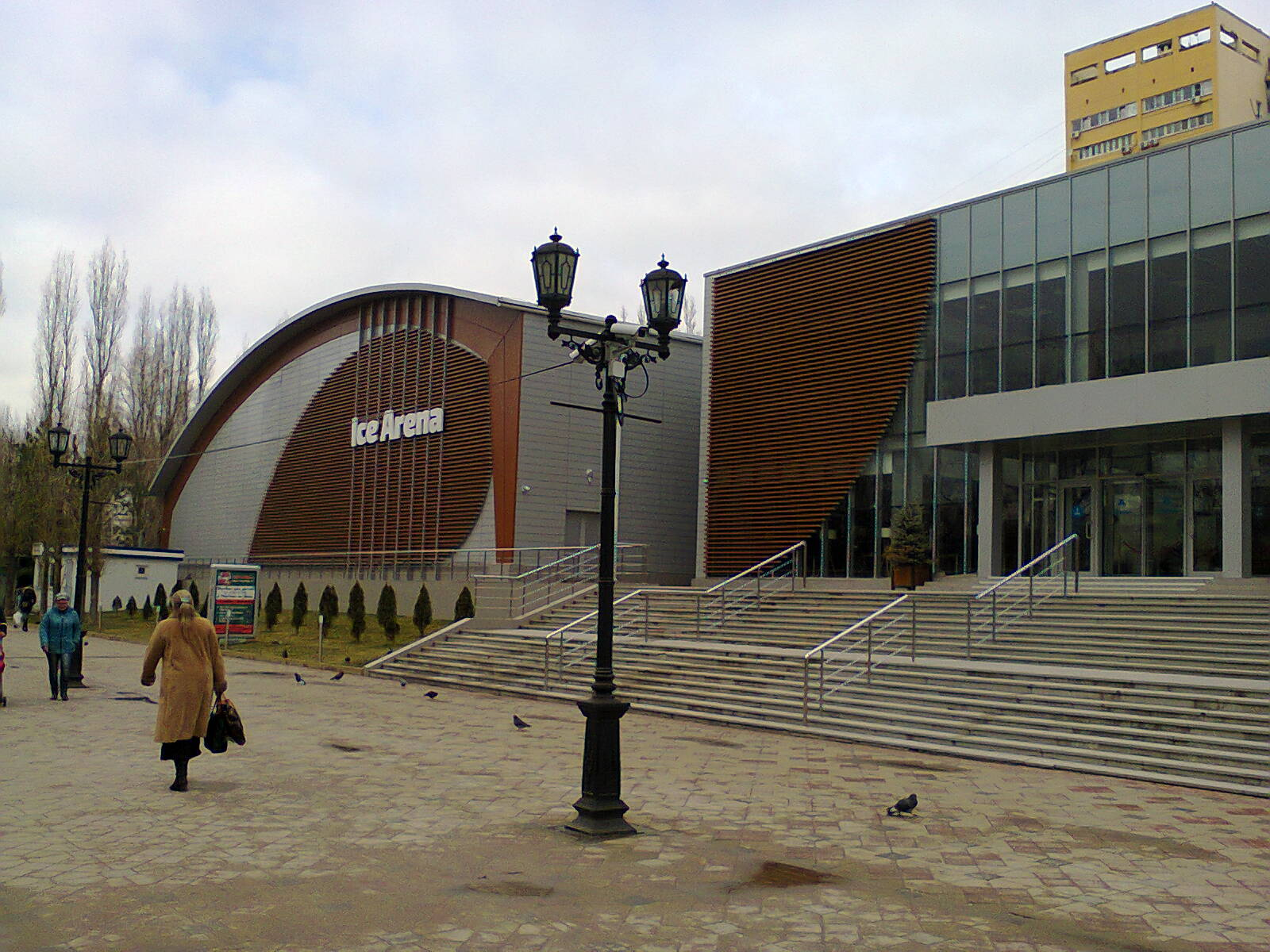
Комплекс «Ice Arena»
Храм Георгия Победоносца
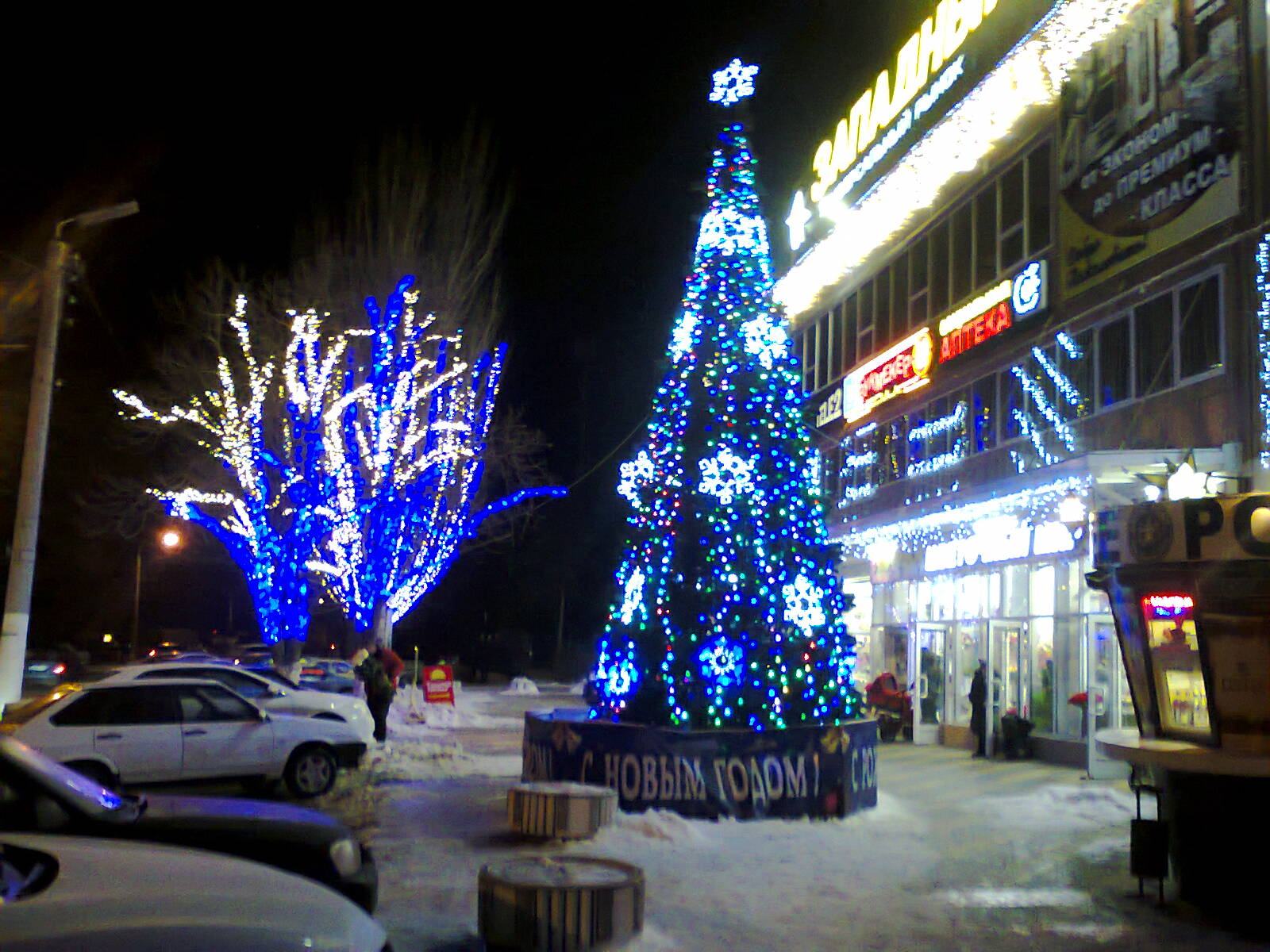
Универсальный рынок «Западный»
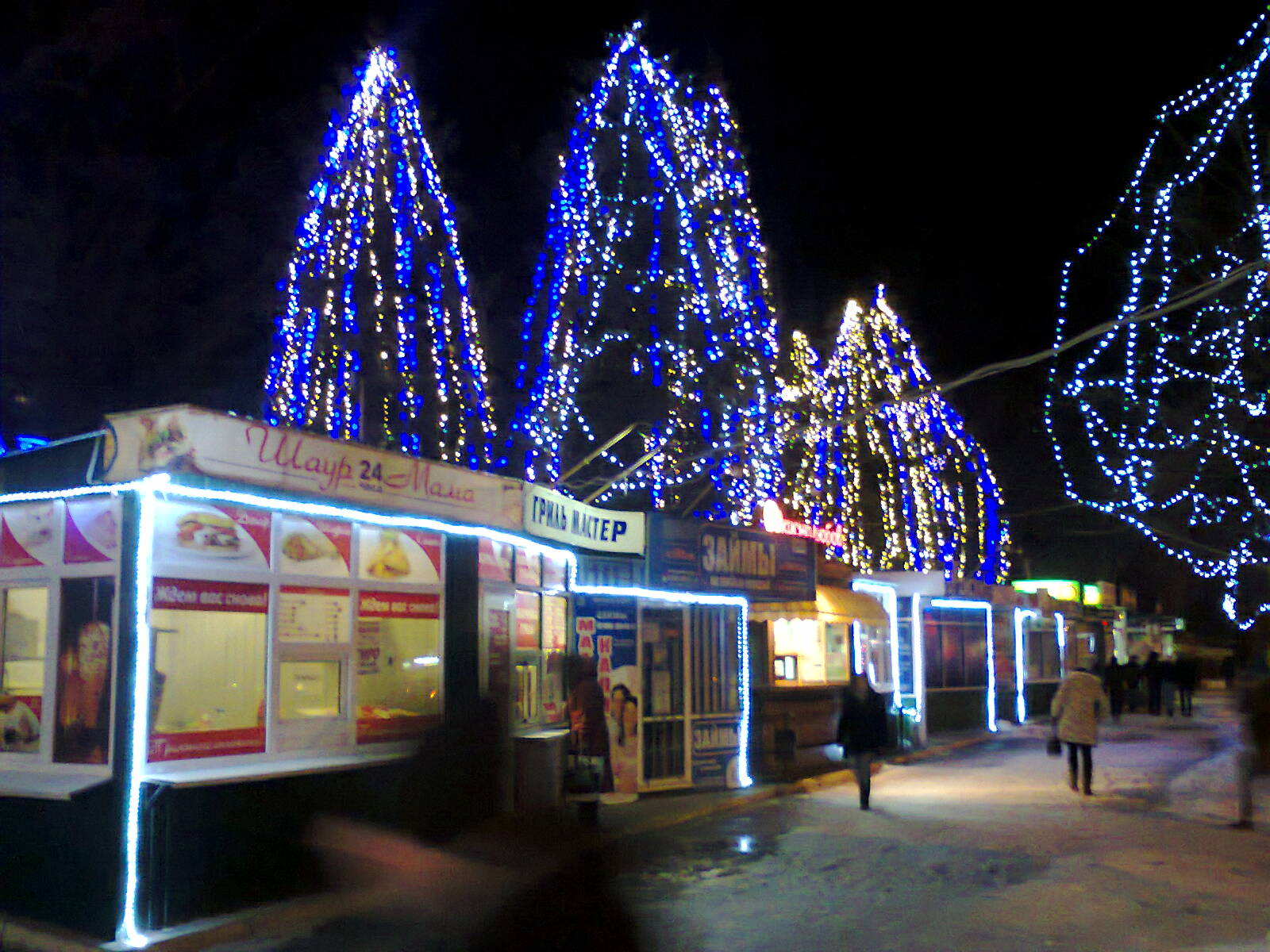
Бутики рядом с рынком